# Rallina fasciata
Rallina fasciata е вид птица от семейство Rallidae.

## Разпространение
Видът е разпространен в Бруней, Виетнам, Индонезия, Лаос, Малайзия, Мианмар, Сингапур, Тайланд и Филипините.